# Рейч Картър
Хорейшо Стретън „Рейч“ Картър (на английски: Horatio Stratton „Raich“ Carter) е английски футболист.

## Биография
Картър е роден на 21 декември 1913 година в Хендън. Картър е възпитаник на училището, станало място на основаването на „Съндърланд“.
Шампион е с отбора на Съндърланд през 1936 година. През същия сезон той е капитан на отбора, като поставя рекорд за най-млад играч капитан на отбор, спечелил титлата на Англия. Картър става голмайстор на Първа дивизия с 31 гола през същия сезон. През 1937 Рейч Картър печели и Купата на Футболната асоциация с отбора на Съндърланд като отбелязва един от трите гола на финала за победата над Престън Норт Енд с 3 – 1. За отбора на Съндърланд Картър записва 281 мача и отбелязва 132 гола в периода 1932 – 37 година. Това негово постижение го прави един от най-великите голмайстори в историята на Съндърланд. След Втората световна война продължава кариерата си в Дарби Каунти С Дарби Каунти печели ФА Къп през 1946 година и става единственият играч спечелил златни медали в това състезание преди и след Втората световна война. Рейч Картър се състезава също така и за отборите на Хъл Сити и Корк Атл. Като мениджър Картър ръководи отборите на Хъл Сити (печели титлата в Трета дивизия), Лийдс Юнайтед (печели промоция от Втора дивизия), Мансфийлд Таун (печели промоция от Четвърта дивизия) и ФК Мидълзбро. Картър защитава и цветовете на Англия.
Рейч Картър умира на 80-годишна възраст в болница в Уилърби (близо до Хъл) на 9 октомври 1994 година. Откритият през 2001 година спортен център в Съндърланд носи неговото име.